# Sinestia

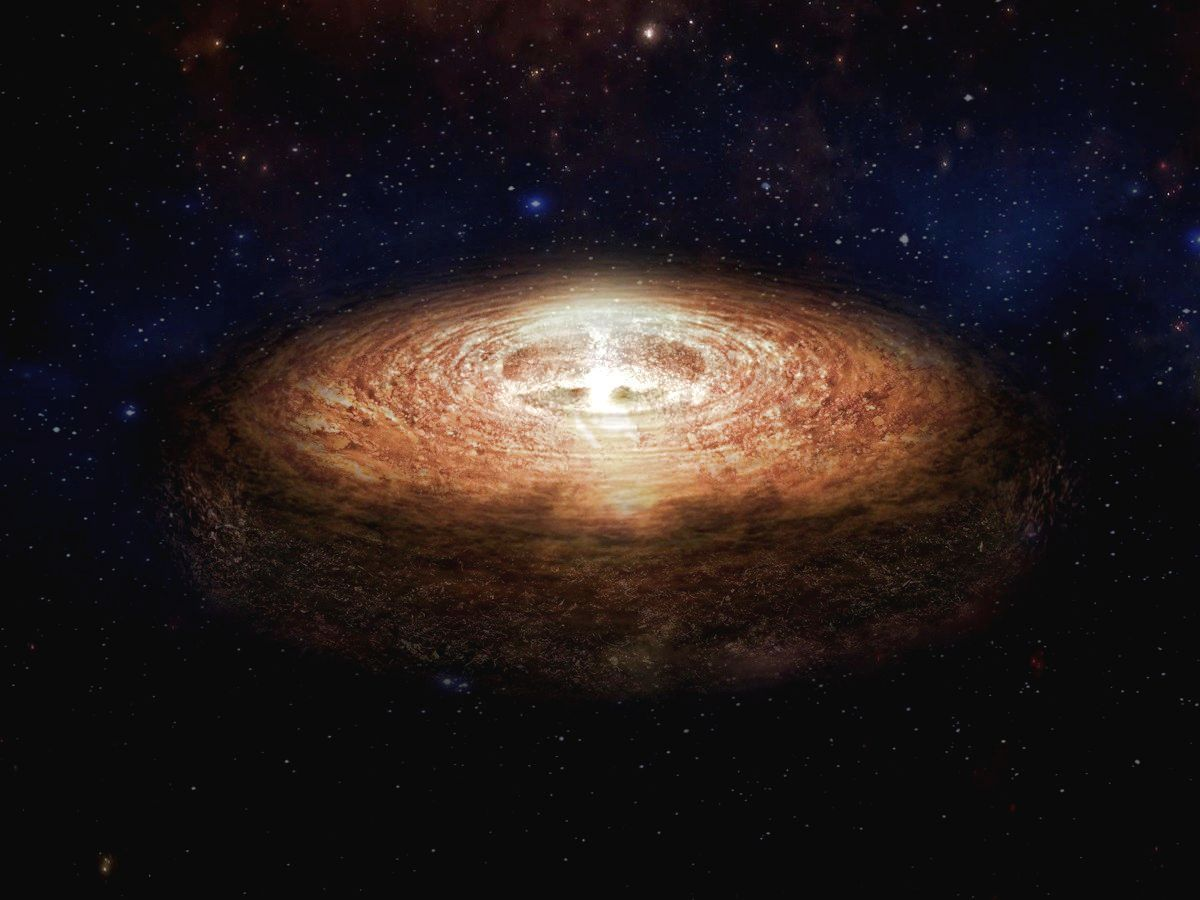
Rappresentazione artistica di una sinestia.

La sinestia (dal nome della dea greca Estía, col prefisso sin-, "insieme") è un ipotetico oggetto planetario, costituito da una massa di roccia vaporizzata rapidamente rotante in una conformazione a ciambella, che secondo alcuni studi si potrebbe formare in seguito a un impatto tra corpi celesti.
Secondo gli studi, è possibile che la Luna e la Terra si siano formate a partire da un'unica sinestia iniziale: ciò spiegherebbe la somiglianza nella composizione chimica tra il pianeta e il suo satellite.

## Composizione
Una sinestia è composta da tre componenti principali: l'area più interna chiamata regione dell'incoronazione, un'area intermedia chiamata regione di transizione e l'area più lontana, nota come regione a forma di disco. La regione di rotazione ruota come un corpo solido. È caratterizzato da vapore caldo e alti livelli di entropia, nonché velocità angolari più elevate. La regione di transizione è generalmente un cambiamento continuo tra la regione di scorrimento e la regione ad anello. Qui, nella maggior parte delle simulazioni, la velocità angolare e la temperatura seguono un gradiente regolare, entrambe decrescenti con il raggio. Il gradiente di temperatura viene creato miscelando vapore caldo dalle regioni interne con materiale condensato più freddo proveniente da zone più lontane. Nel tempo, questo si bilancia solo in un vapore. Ciò accade alla regione simile a un disco il cui aspetto può variare notevolmente con diverse condizioni iniziali di momento angolare, massa ed entropia.